# Николај Корњејев
Николај Васиљевич Корњејев (рус. Николай Васильевич Корнеев; Каменка, код Богородицка, 8. мај 1900 — Москва, јул 1976) био је учесник Руског грађанског рата и Великог отаџбинског рата и генерал-лајтнант Црвене армије. Током 1944. био је шеф прве совјетске Војне мисије при Врховном штабу НОВ и ПОЈ.

## Биографија
Рођен је 8. маја 1900. у селу Каменка, код Богородицка у Тулској губернији. Године 1919. се прикључио Радничко-сељачкој Црвеној армији и учествовао у Руском грађанском рату. Исте године је постао члан Руске комунистичке партије (бољшевика) и завршио Јекатеринославску инжењерску школу. Од јула 1919. до априла 1921. био је командир вода инжињеријског батаљона 14. армије, начелник везе 413. пешадијског пука, који је био распоређен на посебне задатке, а под командом 138. пешадијске бригаде.
Године 1924. завршио је Вишу војну школу везе и од јула 1924. био командант засебне чете везе Трећег пешадијског корпуса Московског војног округа. Фебруара 1925. постављен је за начелника везе корпуса. Од јула 1926. био је на располагању Обавештајном одељењу Штаба Црвене армије, а потом је послат за војног саветника у Кину, где је тада избио Кинески грађански рат. Овде је био је начелник штаба Калганске групе трупа и саветник комуникација Народне револуционарне армије Кине. Октобра 1927. враћен је у Совјетски Савез и послат на даље школовање.
Године 1929. дипломирао је на Источном факултету Војне академије Фрунзе, а у јуну исте године је постављен за начелника обавештајног одељења штаба 19. пешадијског корпуса. Од марта 1930. био је на располагању Обавештајној агенцији и поново је упућен у „специјалну мисију“ у Кину. Маја 1931. враћен је на дужност начелника обавештајног одељења 19. пешадијског корпуса. Од новембра 1934. био је начелник штаба 20. пешадијске дивизије Лењинградског војног округа, а од августа 1935. помоћник начелника обавештајног одељења штаба Лењинградског војног округа. Августа 1938. постављен је за предавача на Академији Генералштаба Црвене армије.
Од јануара 1940. учествовао је у Совјетско-финском рату, на позицији заменика начелника оперативног одељења штаба Северозападног фронта. После рата се вратио на Академију, истовремено са наставним радом октобра 1940. постављен је за шефа Комисије за опис Совјетско-финског рата.
Након напада Немачке на Совјетски Савез и почетка Великог отаџбинског рата, постављен је јула 1941. за начелника штаба 20. армије на Западном фронту. Током јуна и јула 1942. био је командант 9. резервне армије, а од августа 1942. начелник штаба 24. армије. Октобра 1942. именован је за заменика начелника штаба за позадину Северозападног фронта, а 31. децембра 1942. за начелника штаба 11. армије.
Децембра 1943. постављен је за шефа совјетске војне мисије у Југославији. Фебруара 1944. је дошао у Југославију, где је на ослобођеној територији Босанске крајине боравио са Врховним штабом НОВ и ПОЈ. Након немачког десанта на Дрвар, маја 1944. са Титом и Врховним штабом је прешао у Бари, а потом на Вис. Крајем јуна 1944. отишао је у Москву, где је реферисао лично Стаљину, а по повратку у Југославију, септембра 1944. организовао је Титов одлазак у Москву. Заједно са Титом боравио је у Крајови и Вршцу, а октобра 1944. је дошао у ослобођени Београд. Децембра 1944. је опозван и враћен у Москву, након чега је био на располагању Обавештајној управи Генералштаба Црвене армије.
Од јуна 1946. био је виши предавач на катедри за војну уметност Више војне академије Ворошилов. Пензионисан је 1950. године.
Умро је јула 1976. у Москви, а сахрањен је на гробљу Кунцево у Москви.
За ратне заслуге одликован је са два Ордена Лењина, три Ордена црвене заставе, Орденом Суворова другог реда, Орденом Кутузова другог реда и Орденом црвене звезде.

### Шеф војне мисије у Југославији
Мисија се 23. фебруара 1944. једрилицом спустила на Медено поље, код Босанског Петровца, а сутрадан је стигла у Дрвар, где јој је Јосип Броз Тито приредио свечани пријем, на коме је присуствовао и шеф британске војне мисије Фицрој Маклејн. У Дрвару га је 25. маја 1944. затекао немачки десант, након кога се заједно са члановима Врховног штаба кретао преко Клековаче, Шатора и Виторога. Како је био ратни војни инвалид у ногу, тешко је подносио дуже маршеве, а поготово кретање беспућем, па је 1. јуна затражио од Тита да се он с једним делом своје војне мисије привремено евакуише ван домашаја њемачке офанзиве. Тито се сагласио са предлогом евакуације, па се Корњејев увече 2. јуна обратио замјенику шефа англо-америчке Војне мисије потпуковнику Стриту (радио-станица којом је одржавао везу с Баријем била је приликом десанта онеспособљена) да пошаље поруку у Бари с налогом да совјетски авион дође ноћу 3/4. јуна на импровизовани аеродром на Купрешко поље, одакле су сви евакуисани у Бари.
Корњејев је крајем јуна 1944. позван да дође на реферисање у Москву, али је тек у ноћи 13/14. јула авионом пошао с Виса за Москву, где је 17. августа о стању у Југославији лично реферисао Јосифу Стаљину. Након повратка на Вис, организовао је Титов одлазак у Москву, половином септембра 1944. године. Заједно са Титом, боравио је у Москви, а потом у Крајови и Вршцу, све до преласка у ослобођени Београд, октобра 1944. године.
Одлуком Председништва АВНОЈ-а 7. септембра 1944. одликован је Орденом партизанске звезде првог реда.